# Joan Matamala i Flotats
Joan Matamala i Flotats (Gràcia, 1893 – Barcelona, 1977) fou un escultor català, fill del també escultor Llorenç Matamala i Piñol i net i deixeble de Joan Flotats.
Es va formar a l'Escola de la Llotja (1910). Va treballar d'aprenent al taller de la Sagrada Família i, al morir el seu pare, va acabar la part escultòrica de la façana del Naixement el 1934.
Va destacar com a retratista, fent exposicions individuals des de 1920 a Barcelona, Girona i Reus. Conreà també la pintura. Va reunir un important arxiu documental i gràfic sobre Antoni Gaudí, que va cedir l'any 1972 a la Càtedra Gaudí, i fou autor d'una Història de la Sagrada Família.
Matamala va ser el divulgador d'un desconegut projecte gaudinià, l'Hotel Attraction, del que se sabia res fins al 1956, quan va publicar una memoria titulada "Cuando el Nuevo Continente llamaba a Gaudí (1908-1911)", on, junt a la explicació del projecte va afegir diferents dibuixos realitzats per Gaudí.